# Sigma (Mega Man X)
Sigma (シグマ Shiguma?), una vez conocido como "Comandante Sigma", es el villano principal de la saga de videojuegos Mega Man X. Así mismo, sirve como el jefe final en casi toda la totalidad de La Saga X, excepto en Mega Man X: Command Mission (donde Sigma no aparece) y Mega Man X8 (donde él es el penúltimo Jefe en el modo normal y difícil, siendo el último en el modo fácil).
Es el mejor Reploid creado por el Dr. Cain (Generalmente siendo confundido con ser el primero porque se es referido a él como "El número 1" lo que en el contexto en el que estaba escrito significaba "El mejor"), Sigma fue considerado el mejor de los Reploids y fue el primer líder de los Maverick Hunters; mantenimiento la paz entre los Reploids y los humanos al arrestar y cazar Mavericks. A pesar de que una vez fue un prudente y confiable seguidor de la paz, Sigma inesperadamente se vuelve un Maverick luego de una batalla con Zero, que lo infecta con el denominado "Virus Zero" antes de los eventos en Mega Man X y se rebela contra la humanidad, asumiendo el papel del líder de los Mavericks. Bajo el mando de Sigma, los Mavericks se convierten en una legión dedicada a la exterminación de la raza humana.
A pesar de que ha sido destruido en innumerables ocasiones, la programación de Sigma siempre sobrevive y manipula o acude a otros para que le construyan un nuevo cuerpo (Tales cómo el Dr. Doppler, Serges, etc.), listo para amenazar al mundo una vez más. Se supone que se vuelve más peligroso y vengativo con cada transformación. Sus enemigos principales son X, Zero y, más recientemente, Axl; manteniendo una rivalidad-neutral-alianza con Vile.

## Historia y Cronología

### Antecedentes
- Mega Man X (SNES - 1993): Tras volverse un Maverick, su mayor ambición es la extinción de la humanidad. Sigma como el aún líder de los Maverick Hunter, convence a cierto número de los Hunter a unirse a unirse a su causa. Sigma ha comenzado La Rebelión Reploid. Pero, Zero y Mega Man X, incluyendo a un pequeño número de Hunters aún leales a la humanidad, planearían desbaratar sus planes. Sigma con tal de completar su arsenal y armamento para la conquista mundial, construye El Palacio Sigma -una isla flotante donde fabricaba a sus Mecaniloides- manteniéndose en la clandestinidad ordena a 8 Maverick Hunter, vueltos Maverick, a tomar el poder de 8 localizaciones de Ciudad Abel. Mega Man X, o simplemente X, destruyó a sus Maverick y Zero localizó la ubicación de su Palacio. Sigma sabiendo que sus planes estaban en peligro, apresura la producción de sus Mecaniloide con tal de neutralizar a los 2 Maverick Hunter. Incluso, Vile no pudo contra ellos, ni sus otros seguidores. Zero ha muerto, pero X seguía la misión. X llega al Hangar del Palacio, donde Sigma le da la bienvenida, enviando a su mascota, Velguader, para su entretenimiento. Sigma descendió una vez más, citando que X era tan buen Hunter como lo fue Sigma alguna vez, quitandosé su capa desenvaina su sable láser en contra de X. Aun así, X se impuso a Sigma, destruyendo su cuerpo Reploid. Solo sobriviviendo su cabeza, Sigma se conectó a un nuevo cuerpo de batalla, conocido como Wolf Sigma, su modalidad más imponente y devastadora, aunque aún no terminada al 100%, serviría para sus propósitos. Sin embargo, X utilizando la capacídad de todo su arsenal logra deteriorar a Sigma al punto que su misma estructura no lo soporta. Sigma terminá hundiondosé con su Palacio.

- Mega Man X2 (SNES - 1994): Gracias a los X-Hunters, en especial a la ayuda de Serges, Sigma pudo conseguir un nuevo cuerpo. Serges fue el responsable de la creación del cuerpo de Neo Sigma, además de la sintetización del Virus Sigma, formulando la variante del Virus Maverick y con la ayuda de la Computadora Central podría esparcirlo por todo el mundo pero X desbarató esos planes, en la búsqueda por las Partes de Zero que poseían los X-Hunters. Luego, con la ayuda del Dr. Cain, X halla la ubicación de la Base de los X-Hunters, donde derrota a los 3 Mavericks de una vez por todas. Sin embargo, X se sigue adentrando en la base hasta llegar a una habitación donde existe unas cápsulas de teletransportación que lo llevan a pelear contra los 8 Mavericks que había vencido antes. Tras ello, la habitación se auto-destruye, pero Sigma habla y le avisá a X que ha conseguido más juguetes para su entretenimiento, entonces la habitación estalla. Posteriormente, Neo Sigma se ve obligado a encargarse por sí mismo de X considerándolo toda una molestia para sus planes y luego de una risa burlona desata sus garras retráctiles desde sus dedos como si de Wolverine se tratase para lanzarse a una dura batalla. Eventualmente, X derrotá y destruye a Neo Sigma, pero gracias a su computadora puede sintetizarse en su forma de Virus Sigma, ganando gran ventaja debido a su incomensurable poder, sin embargo, Zero se había encargado de destruir su computadora. Sigma no puede contener su forma viral y termina estallando junto con la Base de los X-Hunters, no sin antes preguntarse por el verdadero origen de Zero.

- Mega Man X3 (SNES - 1995): Un científico llamado Dr. Doppler, corrompido por Sigma, reconstruye de nuevo a Sigma haciendo que X tenga que luchar contra sus Mavericks pero el Dr. Doppler manda a Byte y Bit para que exterminen a X, pero X los elimina y lucha contra el científico y después con Sigma otra vez, usando un arma de fuego literalmente y un escudo con una punta en el centro el cual también lanza al estilo Capitán América. No estando satisfecho, el malvado calvo toma la forma de "Kaiser sigma", un horrible cuerpo con forma de monstruo titán el cual es indestructible y repleto de ataques por lo que su único punto débil es la pequeña cabeza del villano que se encuentra en el centro de la aberración. Al vencerlo este pero esta vez Sigma al ser derrotado se transformará en un virus afirmando que esa es su verdadera forma y que solo con escapar siendo un virus puede regresar al combate. Después de que el lugar empiece a llenarse de lava, al llegar al final donde no hay salida; se reparten dos versiones dependiendo del estado de Zero (si lo utilizaste y pierde) Zero aparecerá cortando a Sigma con el sable que estaba equipado con un antivirus que Doopler le instala antes de morir; si Zero está herido entonces Doppler aparecerá con el antivirus en su cuerpo y se llevará a Sigma con él.

- Mega Man X4 (PS1, SAT, PC - 1997): En el Megaman X4 Sigma hace que una unidad especial llamada la Repliforce tenga un conflicto con los Maverick Hunters y halla muchos problemas entre ambos bandos pero luego X y Zero tendrán que controlar todo este asunto, En un momento dado en el que la historia llega a los secundarios personajes (Colonel y dependiendo de quien uses X o Zero; X Double que era un espía de Sigma y Zero Iris por eliminar a su hermano mayor), el General dice que el controlaba el Final Weapon pero después de ese combate ocurre un temblor dentro y dice que alguien está manipulando el arma y después nos dirigiremos al Centro del mecanismo. Al derrotar de nuevo a los 8 Mavericks, nos enfrentaremos a Sigma quien cuenta la historia de Zero con un video antes del 1 y a X revelando que todo estaba planeado, el Final Weapon no se puede detener y el General se sacrifica para detenerlo muriendo en el intento.

- Mega Man X5 (PS1, PC - 2000): En Megaman X5 una estación espacial llamada Eurasia fue destruida por Dynamo que fue contratado por Sigma para que también luchara con X y Zero pero hubo otro problema, Sigma quería infectar a Zero con el fin de volverlo Maverick, consiguió que X peleara con Zero, lo cual a Sigma lo beneficio para acabar con ellos de una vez por todas. Al estar ambos X y Zero inconscientes luego de su pelea, Sigma hace aparición a lo cual Zero inmediatamente recupera la conciencia y se lanza a proteger a X de su ataque. Cuando X acaba con él, se da cuenta de que Zero está muriendo luego que su cuerpo fuese destruido casi en su totalidad (solo quedando su pecho, cabeza y brazo izquierdo) a causa de su pelea con Sigma, X al ver a Zero muy dañado, no se da cuenta de que Sigma aún estaba vivo, resurgiendo como una cabeza de sus escombros, disparó un rayo láser de su boca atravesando a X y a Zero en el proceso, Zero uso sus últimas fuerzas en un disparo así destruyendo a Sigma.

- Mega Man X6 (PS1, PC - 2001): En el Megaman X6, luego del incidente con la colonia espacial, se ha corrido el rumor de que Sigma está vivo. X va a investigar la zona del impacto de la colonia. Lucha con restos de Maverick y derrota a una especie de mechaniloid algo descompuesto. Al derrotarlo, se encuentra con High-max con quien lucha pero no le hace daño alguno. Ahora X empieza su cacería de los ocho Mavericks. En el camino, vence a High-max, a Dynamo del Megaman X5 y a Nightmare Zero (una versión Maverick del héroe que resulta ser el mismo Zero). Tras recuperar a Zero, los dos héroes se dirigen al laboratorio de Gate para confrontarlo. Llegado el encuentro, Gate dice que ha reconstruido de nuevo a Sigma. Al derrotar a Gate, Sigma interviene y succiona la energía de Gate. X y Zero se dirigen a la parte más baja del Laboratorio donde se esconde Sigma con réplicas de los ocho Mavericks y que los héroes destruyen con facilidad. Al final, Sigma es derrotado, pero dice que volverá. Sigma habla sin coherencia en la mayoría de sus diálogos, al parecer por la extrema propagación del Virus Sigma después de los acontecimientos con la colonia espacial Eurasia. También parece que Sigma ha perdido su capacidad de reconstruirse con eficacia.

- Mega Man X7 (PS2, PC - 2003): Sigma vuelve a aparecer una vez más, bajo el alias de "El Profesor", para manipular la organización de la caza rebelde conocido como Red Alert. Su plan era utilizar un Reploid misterioso llamado Axl para copiar las firmas de ADN de X y Zero e implantarlos en sus máquinas de guerra destructiva. El plan falla cuando Axl huye de Red Alert y busca quedarse con los Marverick Hunters. Esto lleva a Sigma a buscar una manera de traer a Axl de nuevo al grupo Red Alert. En secreto, contagió a los ocho generales de Red Alert, chantajeando a Red en seguir sus órdenes y causando levantamientos Maverick para atraer la atención de los cazadores para que puedan infiltrarse en el Palacio Carmesí. Allí, frente a los Cazadores de Red, y al ser derrotado se lamenta de ser utilizado por "El Profesor" y establece una parte del edificio a la autodestrucción, aparentemente matándose a sí mismo en el proceso. Después, los cazadores encuentran y lucha contra Sigma, una vez derrotado, Sigma reaparece (Con una apariencia similar a su primera forma en Mega Man X6) golpea Axl a través de una pared arrojándolo lejos, no sin antes prometer a X y Zero que volverá de nuevo en un cuerpo nuevo. Red, que había sido derrotado y asesinado, presumiblemente antes, vuelve a aparecer, y Sigma intenta poseerlo. Axl tomando forma de Red se revela, que luego proceden a la explosión de Sigma por una ventana tirándolo.

- Mega Man X8 (PS2, PC - 2004): Por vez primera Sigma no es el villano detrás de todo. Resultó que Axl era un prototipo para una nueva generación de Reploids. Estos Reploids de nueva generación poseen habilidades avanzadas de copiado, y Alia ha descubierto que los chips de copia llevaban copias del ADN de Sigma, entre otros Reploids poderosos. Sigma se muestra a mitad del juego como el aparente culpable de todos los problemas actuales, al mismo tiempo revelando que su plan es hacerse con el proyecto JACOB, un elevador que están utilizando los humanos como parte de un plan de evacuación de la tierra con la esperanza de encontrar un nuevo hogar en la Luna. Sin embargo, la revuelta fue detenida, los mavericks derrotados y Sigma aparentemente derrotado. De nuevo en la tierra X y Zero sienten la presencia de Sigma en la luna, a lo cual, junto con Axl, llegan a su palacio donde le derrotan, solo para revelar que Sigma no era más que un peón de Lumine, el gerente del proyecto JACOB. Tras la muerte de Sigma, Lumine hizo una afirmación sorprendente, que Sigma regresaba a través de la copia de su ADN con una habilidad similar a la de Axl además ya no era necesario en sus planes tras lo cual este no regresará jamás.

## Curiosidades
- En mucho sitios hispanos, en el momento de agregar información y artículos sobre el, entonces nuevo, Mega Man X8, el nombre de Sigma es mal escrito como Sigman.
- Aunque Sigma regresa para X7 y X8, este nunca lo ha vuelto a hacer con un cuerpo completo, lo que da a entender que desde X6, Sigma perdió la capacidad de recrear su cuerpo por completo, por lo que necesita de alguien más para recrearse. En el caso de X7, Sigma recurre a Red Alert y en el caso de X8, Lumine le crea un cuerpo prototipo, pero este nunca se lo llega a instalar y en vez de eso se lo proporciona a la nueva generación de Reploids.
- Algunos rasgos de la armadura y el rostro de Sigma tiene un cierto parecido a la de Buzz Lightyear, personaje de la película animada Toy Story de Disney y Pixar.
- Sigma ha aparecido en los juegos de la Saga X, pero en Mega Man X: Command Mission ni siquiera es mencionado.